# Yui Mizuno
Yui Mizuno (水野 由結?, Mizuno Yui; Kanagawa, 20 giugno 1999) è un'idol giapponese, ex membro dei gruppi musicali Sakura Gakuin e Babymetal. È affiliata all'agenzia Amuse.
Ha iniziato la carriera con le Sakura Gakuin nel 2010, tramite cui ha preso parte alle sub-unit Twinklestars, Minipati e Babymetal.

## Biografia
Nata a Kanagawa nel 1999, Mizuno decise di diventare una cantante dopo aver visto esibirsi le Karen Girl's, un gruppo idol in cui cantava Suzuka Nakamoto, che avrebbe ritrovato poi nelle Sakura Gakuin e nelle Babymetal. Dopo aver firmato per l'agenzia di talenti Amuse nel 2007 ottenne delle piccole parti in dorama televisivi e spot pubblicitari. All'età di dieci anni entrò a far parte del gruppo idol delle Sakura Gakuin, venendo scelta altresì come membro delle sub-unit Twinklestars (insieme ad Ayami Mutō, Raura Iida, Marina Horiuchi, Nene Sugisaki, Hinata Satō e Moa Kikuchi) e Babymetal (insieme alla Nakamoto e alla stessa Kikuchi). Dal 2011 venne inclusa nella formazione di seconda generazione delle Minipati, con Hana Higuchi e Moa Kikuchi.
Poiché la politica del gruppo prevede che vi facciano parte esclusivamente componenti che frequentino le scuole elementari o le medie, una volta conseguito il diploma di media inferiore Mizuno lasciò le Sakura Gakuin. Il suo ultimo concerto si tenne il 29 marzo 2015. Ha così continuato la carriera come membro effettivo delle Babymetal, esibendosi con lo pseudonimo di Yuimetal. Il 19 ottobre 2018, in una nota sul sito web ufficiale delle Babymetal, Mizuno espresse la volontà di abbandonare il gruppo a causa di problemi di salute.

## Discografia

### Con le Sakura Gakuin

#### Album
- 2011 - Sakura Gakuin 2010nendo: Message
- 2012 - Sakura Gakuin 2011nendo: Friends
- 2013 - Sakura Gakuin 2012nendo: My Generation
- 2014 - Sakura Gakuin 2013nendo: Kizuna
- 2014 - Hōkago anthology from Sakura Gakuin
- 2015 - Sakura Gakuin 2014nendo: Kimi ni todoke

#### Singoli
- 2010 - Yume ni mukatte/Hello! Ivy
- 2011 - Verishuvi
- 2012 - Tabidachi no hi ni
- 2012 - Wonderful Journey
- 2013 - My Graduation Toss
- 2013 - Ganbare!!
- 2014 - Jump Up: Chiisana yūki
- 2015 - Heart no hoshi
- 2015 - Aogeba tōtoshi: From Sakura Gakuin 2014

### Con le Twinklestars

#### Singoli
- 2010 - Dear Mr. Socrates
- 2011 - Please! Please! Please!

### Con le Babymetal

#### Album
- 2014 - Babymetal
- 2015 - Live at Budokan: Red Night
- 2016 - Metal Resistance

#### Singoli
- 2011 – Dokidoki morning
- 2012 – Babymetal × Kiba of Akiba
- 2012 – Headbanger!!
- 2013 – Ijime, dame, zettai
- 2013 – Megitsune
- 2015 – Road of Resistance
- 2016 - Karate

## Filmografia

### Serie televisive
- MW - Daizero-shō: Akuma no game (MW－ムウ－ 第0章 ～悪魔のゲーム～?) (NTV, 2009)
- Sagasō! Nippon hito no wasuremono (探そう!ニッポン人の忘れもの?), episodio 2 (Fuji TV, 2009)
- Kioku no umi (記憶の海?) (TBS, 2010)

### Teatro
- Okuribito (おくりびと?), regia di Yōjirō Takita (2010)